# Marc de Ranse
Marc de Ranse (* 20. April 1881 auf Château de Ranse bei Aiguillon (Lot-et-Garonne); † 12. Februar 1951 in Agen) war ein französischer Komponist, Organist, Dirigent und Musikpädagoge.

## Leben
De Ranse besuchte das Collège Saint-Caprais in Agen, wo er durch den Organisten der Kirche Saint-Caprais, Joseph Schluty, für die Musik begeistert wurde. Er ging 1897 nach Paris und studierte dort – mit einer Unterbrechung 1902–05 durch den Militärdienst beim 20. Infanterieregiment in Montauban – fast zehn Jahre lang an der Schola Cantorum bei Vincent d’Indy (Komposition), Léon Saint-Réquier und Fernand de La Tombelle (Harmonielehre), Albert Roussel (Kontrapunkt), Gabriel Grovlez (Klavier), Charles Bordes (Chormusik), Abel Decaux und Alexandre Guilmant (Orgel) und Amédée Gastoué (Gregorianik).
Nach verschiedenen Stellen als Chorleiter und Organist an den Kirchen „Saint-Marcel de la Salpêtrière“ (1906), „Saint-Charles-de-Monceau“ (ab 1907) und „Saint-Denys-du-Saint-Sacrement“ wurde er 1912 Organist an „Saint-Louis d’Antin“. Daneben unterrichtete er seit seiner Rückkehr vom Militärdienst an der Schola Cantorum zunächst Chormusik, später Orgelimprovisation. Mit Joseph Boulnois veranstaltete er zwischen 1912 und 1914 die Concerts spirituels de Saint-Louis d’Antin.
1914 wurde de Banse zum Kriegsdienst eingezogen. Er wurde noch im gleichen Jahr bei Ypern verwundet, kam in deutsche Kriegsgefangenschaft,
war in Güstrow interniert und wurde später in die Schweiz verlegt, wo er 1917–18 das Orchestre Symphonique des Internés Alliés dirigierte.
Nach seiner Rückkehr aus der Gefangenschaft (1919) gründete er 1921 Le Choeur Mixte de Paris, den er bis 1933 leitete. Das professionelle Ensemble trat u. a. bei den Concerts du Conservatoire, den Concerts Lamoureux und den Concerts Pasdeloup auf. In dieser Zeit komponierte er zahlreiche kirchenmusikalische Werke, darunter mehrere Messen, Lieder nach Victor Hugo und Francis Jammes und vierstimmige Chorsätzer populärer französischer Lieder.
1933 zog sich de Ranse in seine Heimat Aquitanien zurück, wo er sich ganz der Komposition widmete. 1934 wurde er als Ritter der Ehrenlegion ausgezeichnet.

## Auszeichnungen
- 1934 Ritter der Ehrenlegion

## Werke
- Lux aeterna, Motette (1920)
- Messe brève (1924)
- Messe en l'honneur du pieux roi Saint-Louis (1926)
- Tota pulchra es, Maria, Motette (1926)
- Psaume XCIX (1926)
- Messe en l'honneur de Saint-Grégoire (1928)
- Messe en l'honneur de Saint-Jean le Précurseur (1930)
- Vêpres des Apôtres et des Évangélistes (1930)
- Sur le joli jonc (1936)
- L'Abuglo de Castèl-Cuillé [L'Aveugle de Castelculier] (1939)
- Ave verum (1940)
- Lous Esclops, sinfonisches Scherzo (1941)
- Prélude en ré mineur für Orgel (1943)
- Psaume CXVI (1943)
- Christus vincit (1944)
- Te Deum de la Paix (1944)
- Improvisation sur l' "Ave maris stella" grégorien für Orgel (1946)
- Entrée-Paraphrase sur l'introit de la fête de Saint-Michel für Orgel (1947)
- 24 Offertoires de l'année liturgique (1948–1949)
- Messe chorale en l'honneur de Sainte-Foy (1949)
- Versets pour le Kyrie des Anges für Orgel (1950)